# Fairplay (Colorado)
Pour les articles homonymes — sous diverses graphies —, voir Fair-play (homonymie).
Fairplay est une ville située dans le comté de Park, dont elle est le siège, dans le Colorado aux États-Unis.

## Géographie
Fairplay est situé à 3 034 mètres d’altitude, et constitue l’une des villes les plus élevées du pays.

## Histoire
La ville a été fondée en 1859 dans le sillage de la ruée vers l’or du pic Pikes.

## Démographie
| 1890 | 1900 | 1910 | 1920 | 1930 | 1940 |
| ---- | ---- | ---- | ---- | ---- | ---- |
| 301  | 319  | 265  | 183  | 221  | 739  |

| 1950 | 1960 | 1970 | 1980 | 1990 | 2000 |
| ---- | ---- | ---- | ---- | ---- | ---- |
| 476  | 404  | 419  | 421  | 387  | 610  |

| 2010 | - | - | - | - | - |
| ---- | - | - | - | - | - |
| 679  | - | - | - | - | - |